# Une idylle à la plage
Une idylle à la plage of Strandidylle is een fictiefilm van de Oostendse cineast Henri Storck uit 1931.

## Productie
Deze film was een eerste dure productie van Storck, geproduceerd door Robert & Charles Elleboudt van De Zeewacht. De Franse kunstenaar Félix Labisse assisteerde bij deze film en hij figureerde samen met James Ensor en Léon Spillaert. In de hoofdrol speelt Gwen Norman, die al eerder samenwerkte met Henri Storck voor zijn film La mort de Vénus. Normans tegenspeler was acteur Raymond Rouleau. De film werd gemaakt naar een scénario van Jean Teugels, Pierre Vandenvoort, Léon Lévy en Henri Storck, met een score van Manuel Rosenthal en Gérard Perrin als cameraman. De film werd opgenomen in Storcks thuisstad Oostende. Storck filmde tussen mei en november 1931, waarbij het slechte weer af en toe de opnames verstoorde.

## Inhoud film
Une idylle à la plage volgt de ontluikende liefde van een jong koppel aan het strand. Een jonge man en vrouw ontmoeten elkaar wanneer ze onder een strandwagen schuilen voor de regen. Wanneer het opklaart brengen ze de rest van de dag samen door op het strand en langs de kustlijn, tot hij naar de kazerne moet vertrekken. Wanneer hij terugkeert vinden ze elkaar weer tussen de strandtoeristen en na enkele acrobatische spelletjes fietsen ze samen langs de rand van de zee, om tot slot halt te houden voor een innige omhelzing.

## Geluid
Storck zelf vond Idylle fundamenteel een stille film, met weliswaar enkele geluidseffecten maar geen achtergrondgeluiden. Af en toe komen er korte stukjes dialoog voor in de film, die achteraf zijn ingesproken en moesten fungeren in plaats van ondertitels. Volgens Storck deed de geluidsband afbreuk aan de charme en welsprekendheid van het beeld. Het geluid werd pas in 1932 in Parijs toegevoegd. Op sommige momenten in de film verspringt de muziek; de filmkopieën die zijn bewaard gebleven komen van een alternatieve montage uit 1931 die door een Belgische filmverhuurder werd vervaardigd. Deze gaf de film tevens een nieuwe titel: Quand les coeurs ont vingt ans. Het originele negatief van Une idylle à la plage is door bombardementen in 1943 verloren gegaan.

## Receptie
Toen de film uitkwam was niet iedereen er enthousiast over. Une idylle à la plage werd voor het eerst vertoond in Le Vieux Columbier in Parijs in 1932. De meningen waren voornamelijk ongunstig en er werd zelfs gelachen in de zaal. Bij een andere vertoning, in Brussel, werd Idylle vertoond voorafgaand aan Fritz Lang’s M - Eine Stadt sucht Einen Mörder (1931). Hier had het publiek uiteenlopende reacties met enerzijds zij die ongeduldig waren om M te zien te krijgen, en anderzijds zij die wilden dat Une idylle langer bleef duren. De ongunstige reactie van het publiek zou gelegen hebben aan aan de eerder beperkte erotische dimensie van de film.
Diverse contemporaine perscommentaren waren wel lovend over de film. Zo klaagde bijvoorbeeld Le Monde het gemis aan succes aan. Deze krant beschreef Une idylle à la plage als een "lofwaardig streven naar versobering", met "kwaliteiten die men veelvuldiger op het witte scherm zou willen zien." Le Monde had het verder over de poëtische kracht van de lichamen van de jonge man en vrouw, en over vrijheid in de avondschemering.  Ook Maurice Bardeche en Robert Brasillach loofden de film in hun Histoire du cinèma uit 1935.
Vandaag wordt Une idylle à la plage gezien als een klassieker in het oeuvre van Storck, en auteurs zoals Debrock (1997) noemen het een meesterwerk.